# Campeonato Juvenil de la AFC 1975
El Campeonato Juvenil de la AFC 1975 se disputó del 4 al 20 de abril en Kuwait y contó con la participación de 20 selecciones juveniles del Asia.
Como en la edición anterior, en la final hubo un empate, por lo que los finalistas compartieron el título, en este caso fueron Irán e Irak.

## Participantes
| - Afganistán - Baréin - Bangladés - Brunéi - Birmania - China - Hong Kong - India - Indonesia - Irán | - Irak - Japón - Kuwait (anfitrión) - Malasia - Corea del Norte - Filipinas - Singapur - Yemen del Sur - Sri Lanka - Siria |

## Fase de grupos

### Grupo A
| País      | J                  | G                  | E                  | P                  | GF                 | GC                 | GD                 | Pts                |
| --------- | ------------------ | ------------------ | ------------------ | ------------------ | ------------------ | ------------------ | ------------------ | ------------------ |
| Irán      | 3                  | 3                  | 0                  | 0                  | 14                 | 1                  | +13                | 6                  |
| Irak      | 3                  | 2                  | 0                  | 1                  | 15                 | 2                  | +13                | 4                  |
| Indonesia | 3                  | 1                  | 0                  | 2                  | 2                  | 7                  | –5                 | 2                  |
| Brunéi    | 3                  | 0                  | 0                  | 3                  | 1                  | 22                 | –21                | 0                  |
| Sri Lanka | Abandonó el Torneo | Abandonó el Torneo | Abandonó el Torneo | Abandonó el Torneo | Abandonó el Torneo | Abandonó el Torneo | Abandonó el Torneo | Abandonó el Torneo |

| 6 de abril  | Brunéi    | 0–10 | Irak      |
|             | Irán      | 2–0  | Indonesia |
| 8 de abril  | Irán      | 10–0 | Brunéi    |
|             | Irak      | 4–0  | Indonesia |
| 10 de abril | Indonesia | 2–1  | Brunéi    |
| 12 de abril | Irak      | 1–2  | Irán      |

### Grupo B
| País      | J | G | E | P | GF | GC | GD | Pts |
| --------- | - | - | - | - | -- | -- | -- | --- |
| Baréin    | 4 | 4 | 0 | 0 | 6  | 0  | +6 | 8   |
| Hong Kong | 4 | 2 | 0 | 2 | 5  | 4  | +1 | 4   |
| Siria     | 4 | 2 | 0 | 2 | 4  | 4  | 0  | 4   |
| Filipinas | 4 | 2 | 0 | 2 | 4  | 4  | 0  | 4   |
| Bangladés | 4 | 0 | 0 | 4 | 2  | 9  | –7 | 0   |

| 4 de abril  | Hong Kong | 0–1 | Baréin    |
| 5 de abril  | Bangladés | 0–2 | Filipinas |
| 7 de abril  | Baréin    | 2–0 | Filipinas |
|             | Siria     | 0–1 | Hong Kong |
| 9 de abril  | Baréin    | 1–0 | Bangladés |
|             | Filipinas | 0–1 | Siria     |
| 11 de abril | Siria     | 3–1 | Bangladés |
|             | Filipinas | 2–1 | Hong Kong |
| 13 de abril | Baréin    | 2–0 | Siria     |
|             | Hong Kong | 3–1 | Bangladés |

### Grupo C
| País       | J | G | E | P | GF | GC | GD  | Pts |
| ---------- | - | - | - | - | -- | -- | --- | --- |
| Kuwait     | 4 | 3 | 1 | 0 | 10 | 0  | +10 | 7   |
| China      | 4 | 2 | 2 | 0 | 6  | 2  | +4  | 6   |
| Japón      | 4 | 2 | 0 | 2 | 10 | 5  | +5  | 4   |
| Singapur   | 4 | 1 | 0 | 3 | 1  | 11 | –10 | 2   |
| Afganistán | 4 | 0 | 1 | 3 | 3  | 12 | –9  | 1   |

| 4 de abril  | China      | 0–0 | Kuwait     |
|             | Japón      | 4–0 | Singapur   |
| 6 de abril  | Kuwait     | 3–0 | Japón      |
|             | Afganistán | 2–2 | China      |
| 8 de abril  | Kuwait     | 4–0 | Singapur   |
|             | Japón      | 6–1 | Afganistán |
| 10 de abril | Singapur   | 1–0 | Afganistán |
|             | Japón      | 0–1 | China      |
| 12 de abril | China      | 3–0 | Singapur   |
|             | Kuwait     | 3–0 | Afganistán |

### Grupo D
| País            | J | G | E | P | GF | GC | GD | Pts |
| --------------- | - | - | - | - | -- | -- | -- | --- |
| Corea del Norte | 4 | 3 | 0 | 1 | 6  | 3  | +3 | 6   |
| Yemen del Sur   | 4 | 2 | 1 | 1 | 7  | 5  | +2 | 5   |
| Birmania        | 4 | 1 | 2 | 1 | 4  | 4  | 0  | 4   |
| India           | 4 | 1 | 1 | 2 | 5  | 6  | –1 | 3   |
| Malasia         | 4 | 0 | 2 | 2 | 3  | 7  | –4 | 2   |

| 5 de abril  | Corea del Norte | 2–1 | Birmania        |
|             | India           | 1–1 | Malasia         |
| 7 de abril  | India           | 1–2 | Yemen del Sur   |
|             | Birmania        | 0–0 | Malasia         |
| 9 de abril  | Malasia         | 0–2 | Corea del Norte |
|             | Birmania        | 1–1 | Yemen del Sur   |
| 11 de abril | Corea del Norte | 1–0 | Yemen del Sur   |
|             | India           | 1–2 | Birmania        |
| 13 de abril | Corea del Norte | 1–2 | India           |
|             | Yemen del Sur   | 4–2 | Malasia         |

## Fase final

### Cuartos de final
| Equipo 1        | Resultado | Equipo 2      |
| --------------- | --------- | ------------- |
| Hong Kong       | 0-2       | Irán          |
| Baréin          | 0-2       | Irak          |
| Kuwait          | 3-0       | Yemen del Sur |
| Corea del Norte | 1-0       | China         |

### Semifinales
| Equipo 1        | Resultado   | Equipo 2 |
| --------------- | ----------- | -------- |
| Irán            | 0-0 (3-1 p) | Kuwait   |
| Corea del Norte | 0-1         | Irak     |

### Tercer lugar
| Equipo 1 | Resultado | Equipo 2        |
| -------- | --------- | --------------- |
| Kuwait   | 2-2       | Corea del Norte |

### Final
| Equipo 1 | Resultado | Equipo 2 |
| -------- | --------- | -------- |
| Irán     | 0-0       | Irak     |

## Campeón
| Campeonato Juvenil de la AFC 1975 | Campeonato Juvenil de la AFC 1975 |
| --------------------------------- | --------------------------------- |
| Bandera de Irán                   | Bandera de Irak                   |
| Irán 3º Título                    | Irak 1º Título                    |